# Uveira
A uveira (Vaccinium padifolium) também conhecida popularmente como uva-da-serra ou remania é uma planta da família Ericaceae. Trata-se de uma espécie comum endémica da Madeira , sendo característica do urzal de substituição da floresta da Laurissilva do Til, surgindo também nestes bosques e em locais expostos, entre os 800 e os 1700 metros de altitude.
Apresenta-se como um arbusto, ou pequena árvore, perenifólio com até 6 metros de altura, com ramos novos geralmente avermelhados e pubescentes, sendo as folhas oblongas a elípticas, de 2,5 a 7 centímetros de comprimento e 1 a 2,5 cm de largura, serrilhadas, muitas vezes avermelhadas e glabras com a excepção do pecíolo e nervura média da página inferior, que se apresenta pubescente.
As flores desta planta apresentam uma corola amarelo-esverdeada, maculada de vermelho, globosa a campanulada, com 7 a 10 milímetros, de lobos muito pequenos e recurvados, dispostas em rácimos axilares, com pedicelos curvos, ocorrendo a floração entre Maio e Agosto.
O fruto desta planta é uma baga quase ovóide com até 12 por 10 mm, de tom preto-azulado quando maduro. É comestível e ao longo dos tempos foi utilizado na alimentação para a confecção de compotas, aguardentes, vinagre e licores.